# Ruda Jeżewska
Ruda Jeżewska – wieś w Polsce położona w województwie łódzkim, w powiecie poddębickim, w gminie Zadzim.
| SIMC    | Nazwa     | Rodzaj    |
| ------- | --------- | --------- |
| 0720728 | Zygmuntów | część wsi |

Miejscowość położona jest na Wysoczyźnie Łaskiej.
W latach 1975–1998 miejscowość administracyjnie należała do województwa sieradzkiego.